# Therry Racon
Therry Norbert Racon (Villeneuve-Saint-Georges, 1º maggio 1984) è un ex calciatore francese, di ruolo centrocampista.

## Carriera

### Club
Comincia a giocare nella seconda squadra dell'Olympique Marsiglia. Nel 2003 viene promosso in prima squadra. Dopo aver ottenuto una sola presenza con la prima squadra, nel 2004 viene ceduto in prestito al Lorient. Rientrato dal prestito, viene ceduto al Guingamp. Il 9 agosto 2007 viene ufficializzata la sua cessione al Charlton Athletic. Utilizzato poco, il 20 marzo 2008 viene prestato al Brighton & Hove. Rientrato dal prestito, piano piano si conquista un posto da titolare. Nel 2011 passa al Millwall. Dopo due stagioni in cui riesce a collezionare una sola presenza, viene prestato al Portsmouth. Rimasto svincolato, il 3 ottobre 2013 viene ingaggiato a parametro zero dal Portsmouth. Nel 2015 torna in Francia, al Sedan. Nel febbraio 2016 viene acquistato dal Drouais.

### Nazionale
Viene convocato per la Gold Cup 2011. Debutta in Nazionale il 7 giugno 2011, in Panama-Guadalupa (3-2). Ha collezionato in totale, con la maglia della Nazionale, 3 presenze.

## Statistiche

### Cronologia presenze e reti in Nazionale
| Cronologia completa delle presenze e delle reti in nazionale ― Guadalupa | Cronologia completa delle presenze e delle reti in nazionale ― Guadalupa | Cronologia completa delle presenze e delle reti in nazionale ― Guadalupa | Cronologia completa delle presenze e delle reti in nazionale ― Guadalupa | Cronologia completa delle presenze e delle reti in nazionale ― Guadalupa | Cronologia completa delle presenze e delle reti in nazionale ― Guadalupa | Cronologia completa delle presenze e delle reti in nazionale ― Guadalupa | Cronologia completa delle presenze e delle reti in nazionale ― Guadalupa |
| Data                                                                     | Città                                                                    | In casa                                                                  | Risultato                                                                | Ospiti                                                                   | Competizione                                                             | Reti                                                                     | Note                                                                     |
| ------------------------------------------------------------------------ | ------------------------------------------------------------------------ | ------------------------------------------------------------------------ | ------------------------------------------------------------------------ | ------------------------------------------------------------------------ | ------------------------------------------------------------------------ | ------------------------------------------------------------------------ | ------------------------------------------------------------------------ |
| 7-6-2011                                                                 | Detroit                                                                  | Panama                                                                   | 3 – 2                                                                    | Guadalupa                                                                | Gold Cup 2011 - 1º turno                                                 | -                                                                        | 73’                                                                      |
| 11-6-2011                                                                | Tampa                                                                    | Canada                                                                   | 1 – 0                                                                    | Guadalupa                                                                | Gold Cup 2011 - 1º turno                                                 | -                                                                        | 65’                                                                      |
| 14-6-2011                                                                | Kansas City                                                              | Guadalupa                                                                | 0 – 1                                                                    | Stati Uniti                                                              | Gold Cup 2011 - 1º turno                                                 | -                                                                        | 73’                                                                      |
| Totale                                                                   |                                                                          | Presenze                                                                 | 3                                                                        |                                                                          | Reti                                                                     | 0                                                                        |                                                                          |